# 3801-es busz
A 3801-es jelzésű autóbuszvonal egy Encs és Szemere között közlekedő helyközi járat, amelyet a Volánbusz Zrt. üzemeltet Méra érintésével.

## Útvonala
Encs autóbusz állomásáról indul. A várost a Mérai úton hagyja el északkeleti irányba, az első település Méra. A nap folyamán Miskolc és Hidasnémeti felé is több alkalommal vasúti csatlakozást nyújt az állomásán. A 3-as főút és az M3-as autópálya keresztezése után Szalaszend következik, majd Fulókércs. A község előtti elágazásban járatai többször is kitérnek Fájba és annál kevesebbszer Litka zsákfaluba. Fulókércset követően Szemere található, a vonal végállomása.
Indításszáma átlagos, ellentétes irányban Encs autóbusz állomása után néhány busz a kenyérgyár megállóba is kitérést tesz. Itt is nyújt vasúti csatlakozást a vasútállomáson, ezen kívül útvonala változatlan.

## Közlekedése
| Indulási helyszín | Érkezési helyszín        | Indításszáma    | Közlekedése                     |
| ----------------- | ------------------------ | --------------- | ------------------------------- |
| Encs, aut. áll.   | Szalaszend, Jókai u. 10. | 2 pár           | munkanapokon                    |
| Encs, aut. áll.   | Szemere, aut. ford.      | 9 oda, 8 vissza | tanítási napokon                |
| Encs, aut. áll.   | Szemere, aut. ford.      | 6 oda, 7 vissza | tanszünetben munkanapokon       |
| Encs, aut. áll.   | Szemere, aut. ford.      | 4 oda, 5 vissza | szombaton                       |
| Encs, aut. áll.   | Szemere, aut. ford.      | 3 oda, 4 vissza | munkaszüneti napokon (vasárnap) |

## Megállóhelyei
| 0 | Encs, autóbusz-állomás végállomás               | 0.0 km  | 3720, 3722, 3723, 3728, 3802, 3803, 3804, 3806, 3808, 3809, 3810, 3811, 3812, 3815, 3816, 3819, 3821, 3824 Forró-Encs [90.] |
| Munkanapokon 2 indítás érinti.                                                                        |                                                 |         | |
| ∫ | Encs, kenyérgyár                                | ∫       | 3810, 3812 |
| 0 | Encs, autóbusz-állomás végállomás               | 0.0 km  | 3720, 3722, 3723, 3728, 3802, 3803, 3804, 3806, 3808, 3809, 3810, 3811, 3812, 3815, 3816, 3819, 3821, 3824 Forró-Encs [90.] |
| 1 | Encs, Béke utca 1.                              | 0.6 km  | 3720, 3728 |
| 2 | Méra, Petőfi utca 45.                           | 2.6 km  | 3720, 3728 |
| 3 | Méra, Fő út 107.                                | 3.3 km  | 3720, 3728 |
| 4 | Méra, római katolikus templom                   | 3.9 km  | 3720, 3728 |
| 5 | Méra, községháza                                | 4.7 km  | 3720, 3728 |
| 6 | Méra, Vasút utca 56.                            | 5.6 km  | 3720, 3728 Méra [90.] |
| 7 | Alsószend, bejárati út                          | 7.7 km  | 3720, 3728 |
| 8 | Szalaszend, ABC áruház                          | 8.8 km  | 3720, 3728 |
| 9 | Szalaszend, Jókai utca 10. vonalközi végállomás | 9.8 km  | 3720, 3728 |
| 10 | Szebenye                                        | 11.6 km | 3728 |
| 11 | Fulókércs, fáji elágazás                        | 13.1 km | 3728 |
| Tanítási napokon 10; tanszünetben munkanapokon 7; szombaton 6; munkaszüneti napokon 5 indítás érinti. |                                                 |         | |
| ∫ | Fáj, községháza                                 | ∫       | – |
| Munkanapokon 3; hétvégén 2 indítás érinti.                                                            |                                                 |         | |
| ∫ | Litka, templom                                  | ∫       | – |
| ∫ | Fáj, községháza                                 | ∫       | – |
| 11 | Fulókércs, fáji elágazás                        | 13.1 km | 3728 |
| 12 | Fulókércs, községháza                           | 13.8 km | 3728 |
| 13 | Fulókércs, Fő utca 56.                          | 14.5 km | 3728 |
| 14 | Szemere, Fő utca 15.                            | 17.5 km | 3728 |
| 15 | Szemere, autóbusz-forduló végállomás            | 17.9 km | 3728, 3819 |